# ТВ9
ТВ9 — монгольский телеканал. Первым в стране начал круглосуточное вещание. Имеет аккредитованных корреспондентов в каждом из 21 аймаков страны. Также канал владеет радиостанцией, вещающей на частоте FM 103,6.

## Вещание
Канал образован в 2003 году. Помимо набора стандартных музыкальных, спортивных, новостных и образовательных передач, транслирует программы с буддийской тематикой.

## Международное сотрудничество
ТВ9 — член Азиатско-Тихоокеанского телевизионного союза. Сотрудничает с рядом международных телеканалов, таких как Пекинское телевидение, российские НТВ и Россия, Хасаг ТВ и Хулунбуйр ТВ во Внутренней Монголии. Также ТВ9 сотрудничает с Агентством США по международному развитию в целях поддержки сельского населения и малого бизнеса.